# Carsebridge
Carsebridge war eine Whiskybrennerei in Alloa, Clackmannanshire, Schottland. Sie lag unweit der Cambus-Brennerei.

## Geschichte
Die Brennerei wurde 1799 von John Bald & Co in der schottischen Stadt Alloa gegründet. In den ersten 53 Jahren ihres Bestehens produzierte sie Malt Whisky. Mit der zunehmenden Verbreitung von Grain Whisky und der Etablierung der Coffey Still wurde der Betrieb 1852 auf die Produktion von Grain Whisky umgestellt und ein über 20 m hoher Brennappart installiert. 1877 gehörte die Brennerei zu den Gründungsmitgliedern der Distillers Company Ltd. (DCL) und ging 1966 in den Besitz der Distillers-Tochtergesellschaft Scottish Grain Distillers Ltd. über. Zur Erhöhung der Produktionskapazität installierten diese eine dritte Coffey Still. Die Brennerei wurde 1983 geschlossen und die Gebäude 1992 abgerissen. Auf dem Gelände befindet sich heute ein Gewerbegebiet.

## Produktion
Das zur Whiskyherstellung benötigte Wasser stammte aus dem Gartmorn Dam. Nach der Umstellung auf die Produktion von Grain Whisky wurden zunächst zwei, später drei Coffey Stills eingesetzt.

## Abfüllungen
Der Whisky von Carsebridge wurde zur Herstellung von Blends verwendet. Die Brennerei verausgabte bis zuletzt keine Originalabfüllungen. Es existieren jedoch Abfüllungen unabhängiger Abfüller.